# الستر، سوئد
الستر، سوئد (به سوئدی: Alster, Sweden) یک سکونتگاه مسکونی در سوئد است که در Karlstad Municipality واقع شده‌است.

## خصوصیات
الستر ۰٫۸۴ کیلومترمربع مساحت و ۵۸۶ نفر جمعیت دارد.